# غابرييل بويو
غابرييل بويو (بالفرنسية: Gabriel Puaux)، رجل سياسة ودبلوماسي فرنسي، ولد في باريس في 19 مايو 1883 وتوفي في النمسا في الأول من يناير من العام 1970.

## سيرته
نال شهادة البكالوريوس، بالإضافة إلى شهادة الدراسات العليا في الحقوق، وفي العام 1908 عُيّن ملحقا في سفارة فرنسا في برن. بعد ذلك أصبح سفير فرنسا المقيم في تونس وذلك في الفترة الممتدة من 1907 إلى 1912. بعدها قضى فترة في الجيش الفرنسي ونال عدة أوسمة وعاد إلى تونس كأمين عام للحكومة الفرنسية هناك من العام 1919 إلى 1922.

شغل منصب مستشار فرنسا (سفير) في ليتوانيا ورومانيا والنمسا. عُيّن أيضا مفوضا فرنسيا سامياً في سوريا ولبنان في 22 أكتوبر 1938 وبقي حتى عام 1940. في حزيران عام 1943، أصبح المقيم العام في المغرب، خلفا ل Charles Noguès بعد استقالته، وبقي حتى مارس 1946.

في فرنسا، كان عضوا في مجلس الشيوخ الفرنسي عن المواطنين الفرنسيين المقيمين في تونس (29 مايو 1952-26 أبريل 1959). انتخب عضوا في أكاديمية العلوم السياسية الفرنسية في عام 1951.

## أعماله
صدر له العديد من المؤلفات وأهمها:
- ممرات الماينز، بين فرنسا وألمانيا - صدر في العام 1925 (Les Promenoirs de Mayence. Entre France et Allemagne. Wotan et Jean Jacques : l'Europe chrétienne, 1925)
- عامان في بلاد الشام : مذكرات من سوريا ولبنان - صدر في العام 1952 (Deux années au Levant. Souvenirs de Syrie et du Liban (1939-1940), 1952)
- الاختبار النفسي لمحميات شمال أفريقيا - صدر في العام 1954 (Essai de psychanalyse des protectorats nord-africains, 1954)
- الموت والتجلّي في النمسا - صدر في العام 1966 (Mort et transfiguration de l'Autriche. 1933-1955, 1966)